# Броссман, Карл-Фридрих-Густав
Карл-Фридрих-Густав Броссман (нем. Karl Friedrich Gustav Broßmann; 12 апреля 1830—1897) — немецкий скульптор.

## Биография
В 1851 году поступил в дрезденскую Академию художеств, с 1853 г. работал в мастерской Генеля. После окончания Академии, два года жил в Риме, вернулся на родину и поселился в Дрездене.
В 1862 г. открыл свою мастерскую в Дрездене, в которой выполнил ряд превосходных скульптурных работ.

## Избранные работы
- «Исцеление Елизаветы, королевы Греции» (1859)
- «Богемия», сидячая статуя для богемского вокзала в Дрездене (1863)
- статуя Христа для дрезденского кладбища (1863)
- «Колодец нимф», статуя для площади Мольтке в Дрездене
- «Кентавр и Нимфа» (1865)
- «История и Архитектура», колоссальная аллегорическая скульптурная фигура (1867, для нового музея в г. Готе, Германия)
- Символическую скульптуру объединения Германии (1871)
- «Макбет и ведьмы», для нового придворного театра в Дрездене
- «Психея, венчающая амура»
- «Раненный амур»
- несколько статуй для местной церкви св. Иоанна и др.